# Love to burn (Neil Young)
Love to burn is een lied dat werd geschreven door Neil Young. Samen met Crazy Horse bracht hij het in 1990 uit. Het jaar erop stond het in de rocklijst van Billboard op nummer 49.
Het lied diende in 2011 als inspiratie voor Paul Williams' biografie over Young, eveneens getiteld Love to burn.
Het nummer verscheen in 1990 op hun album Ragged glory en een jaar later als live-versie op Weld. In 1990 verscheen er ook een promo-single met op de B-kant de elpeeversie van tien minuten lang. Het is een rocknummer met een lichtelijk funky en psychedelische gitaarpartij die vooral op de lange elpeeversie voluit tot zijn recht komt. De tekst gaat over de kracht van liefde.